# Keissleriella
Keissleriella is een geslacht van schimmels behorend tot de familie Lentitheciaceae. De typesoort is Keissleriella aesculi.

## Soorten
Volgens Index Fungorum telt het geslacht 41 soorten (peildatum april 2022):
| Soortnaam                                           | Auteur(s)                                 | Publicatiejaar |
| --------------------------------------------------- | ----------------------------------------- | -------------- |
| Keissleriella abruptipapilla                        | M.E. Barr                                 | 1990           |
| Keissleriella aesculi                               | (Höhn.) Höhn.                             | 1919           |
| Keissleriella alpina (Alpenkrulhaarbolletje)        | S.K. Bose                                 | 1961           |
| Keissleriella andersonii                            | (Sacc.) M.E. Barr                         | 1990           |
| Keissleriella bambusicola                           | H.B. Jiang, Phookamsak & K.D. Hyde        | 2019           |
| Keissleriella bavarica                              | Butin                                     | 1981           |
| Keissleriella breviasca                             | Kaz. Tanaka & K. Hiray.                   | 2015           |
| Keissleriella camporesiana                          | Phukhams., Camporesi & K.D. Hyde          | 2020           |
| Keissleriella camporesii                            | C.G. Lin & K.D. Hyde                      | 2020           |
| Keissleriella caraganae                             | Chaiwan, Phookamsak, Wanas. & K.D. Hyde   | 2019           |
| Keissleriella caudata                               | (E. Müll.) Corbaz                         | 1957           |
| Keissleriella cirsii                                | R.H. Perera, Bulgakov, Wanas. & K.D. Hyde | 2017           |
| Keissleriella cladophila (Bremkruinhaarbolletje)    | (Niessl) Corbaz                           | 1957           |
| Keissleriella conferta                              | M.E. Barr                                 | 1990           |
| Keissleriella culmifida (Graskruinhaarbolletje)     | (P. Karst.) S.K. Bose                     | 1961           |
| Keissleriella dactylidicola                         | Mapook, Camporesi & K.D. Hyde             | 2015           |
| Keissleriella dactylis                              | Singtr., Camporesi & K.D. Hyde            | 2015           |
| Keissleriella emergens                              | (Sacc.) S.K. Bose                         | 1961           |
| Keissleriella gallica                               | (E. Müll.) S.K. Bose                      | 1961           |
| Keissleriella genistae                              | (G. Winter) E. Müll.                      | 1962           |
| Keissleriella holmiorum                             | Math.                                     | 1993           |
| Keissleriella hyalinospora                          | (Kirschst.) E. Müll.                      | 1962           |
| Keissleriella italica                               | Brahmanage, Camporesi & K.D. Hyde         | 2020           |
| Keissleriella mediterranea                          | S.K. Bose                                 | 1961           |
| Keissleriella ocellata (Hertshooikruinhaarbolletje) | (Niessl ex Sacc.) S.K. Bose               | 1961           |
| Keissleriella phragmiticola                         | Wanas., E.B.G. Jones & K.D. Hyde          | 2018           |
| Keissleriella pindaundeensis                        | Otani                                     | 1971           |
| Keissleriella pinicola (Dennenkruinhaarbolletje)    | D. Hawksw. & Sivan.                       | 1975           |
| Keissleriella poagena                               | Crous & Quaedvl.                          | 2014           |
| Keissleriella quadriseptata                         | Kaz. Tanaka & K. Hiray.                   | 2015           |
| Keissleriella rara                                  | Kohlm., Volkm.-Kohlm. & O.E. Erikss.      | 1996           |
| Keissleriella rosacearum                            | Phukhams., Camporesi & K.D. Hyde          | 2018           |
| Keissleriella rosae                                 | Jayasiri, Camporesi & K.D. Hyde           | 2018           |
| Keissleriella sambucina                             | Höhn.                                     | 1919           |
| Keissleriella spartiicola                           | Singtr. & K.D. Hyde                       | 2015           |
| Keissleriella subalpina                             | (Rehm) S.K. Bose                          | 1961           |
| Keissleriella syzygii                               | R. Rao & Modak                            | 1973           |
| Keissleriella tamaricicola                          | Thambug., Camporesi & K.D. Hyde           | 2016           |
| Keissleriella taminensis                            | (H. Wegelin) S.K. Bose                    | 1961           |
| Keissleriella trichophoricola                       | Crous & Quaedvl.                          | 2014           |
| Keissleriella yonaguniensis                         | Kaz. Tanaka & K. Hiray.                   | 2015           |